# 2009: Lost Memories
2009: Memorias perdidas (en coreano: 2009 로스트메모리즈; 2009 Loseutumemorijeu) es una película de acción de ciencia ficción de Corea del Sur de 2002 dirigida por Lee Si-myung, adaptada de la novela de 1987 Buscando un Epitafio de Bok Geo-il. La película tiene lugar en un 2009 alternativo, donde la Península de Corea sigue siendo parte del Japón Imperial debido a un incidente de viaje en el tiempo en 1909. Fue distribuido por CJ Entertainment y fue lanzado el 1 de febrero de 2002.

## Antecedentes
La secuencia de apertura de la película muestra la siguiente línea de tiempo, que es una historia alternativa de los eventos que realmente ocurrieron:
- 1909: un intento de asesinato de Jung-geun contra Itō Hirobumi es frustrado por un hombre llamado Inoue.
- 1910: el Imperio de Japón anexa la península coreana.
- 1919: el 1 de marzo las protestas del movimiento son reprimidas con violencia.
- 1921: Inoue, el salvador de Itō, se convierte en el segundo gobernador general de Chosen (Corea).
- 1932: Se impide el asesinato de Yoshinori Shirakawa por Yoon Bong-Gil.
- 1936: Estados Unidos y el Imperio de Japón entran en la Segunda Guerra Mundial como aliados contra la Alemania nazi.
- 1943: Japón anexa Manchukuo.
- 1945: se lanzan bombas atómicas sobre Berlín, poniendo fin a la Segunda Guerra Mundial.
- 1960: Japón se convierte en miembro permanente del Consejo de Seguridad de las Naciones Unidas.
- 1965: Japón lanza su primer satélite, Sakura 1 (presumiblemente como parte de la Carrera espacial).
- 1988: Los Juegos Olímpicos de verano de 1988 se celebran en Nagoya (en contraste con la pérdida de la ciudad a Seúl en la línea de tiempo real)
- 2002: La Copa Mundial FIFA 2002 se celebra en Japón (en lugar de Corea del Sur y Japón)

## Argumento

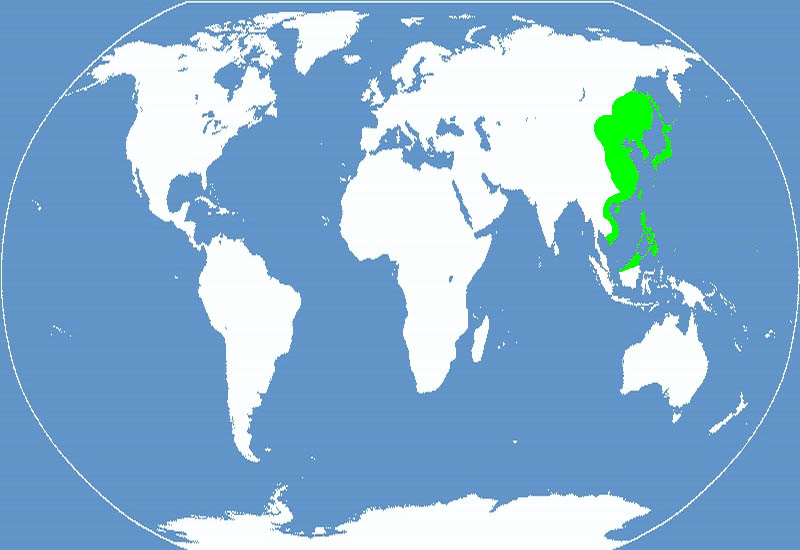
Imperio Japonés en 2009

En 2009, la península de Corea (Chosun) sigue bajo dominio japonés imperial y los agentes de la Oficina de Investigación Japonesa (JBI) Masayuki Sakamoto y Shojiro Saigo frustran una crisis de rehenes en un museo en Keijo a manos de un grupo terrorista conocido como Hureisenjin. La motivación exacta para la situación de los rehenes es desconocida, pero durante la investigación, Sakamoto descubre un artefacto del museo, una roca en forma de media luna conocida como el "Alma Lunar", encontrada por uno de los terroristas asesinados. Después de descubrir que Hureisenjin tiene un largo historial de ataques contra la Fundación Inoue, un grupo fundado en torno a los artefactos recolectados por el segundo Gobernador General de Corea, Sakamoto comienza a sospechar que los Hureisenjin intentaron robar el Alma Lunar, aunque tanto él como Saigo están desconcertados sobre por qué un grupo terrorista se esforzaría tanto en robar artefactos históricos. Hureisenjin embosca al convoy que envía los artefactos de la fundación a Japón y se lleva el Alma Lunar. Los terroristas se enfrentan a Sakamoto y Saigo en un tiroteo, donde Sakamoto se encuentra con Oh Hye-rin, la líder femenina de la organización.
Los interrogatorios y acusaciones de Sakamoto contra la influyente Fundación Inoue llevaron a que fuera expulsado del caso, con la ejecución del padre de Sakamoto como traidor por ayudar a un ataque frustrado del Hurisenjin en un buque de carga en Vladivostok en 1985, citado por sus sospechosos superiores. Sakamoto lleva a cabo la investigación, viaja a Harbin para aprender más sobre el Alma Lunar, y luego es suspendido del JBI. Esa noche, un asaltante desconocido asesina al mentor de Sakamoto, Takahashi, en su departamento y es arrestado por el crimen. Sakamoto, sin embargo, escapa del JBI con la ayuda de Saigo, quien promete ser su enemigo la próxima vez que se encuentren.
Un Sakamoto herido se tropieza con el escondite de Hureisenjin y Saigo recibe la visita del director de la Fundación Inoue, y ambos aprenden la verdad: que viven en una línea de tiempo alternativa. En 2009, se descubrió que un gran templo de piedra descubierto por una expedición arqueológica conjunta chino-coreano-japonesa facilita el viaje en el tiempo y, mediante su explotación por el grupo nacionalista de derecha japonés Uyoku dantai, un hombre llamado Inoue viaja en el tiempo exactamente 100 años y previene el asesinato del residente general Itō Hirobumi el 26 de octubre de 1909. La supervivencia de Itō y el conocimiento de Inoue de los eventos futuros permite que Japón, en lugar de ser derrotado con los otros Poderes del Eje en la Segunda Guerra Mundial, se alíe en cambio con los Estados Unidos contra la Alemania nazi; La guerra termina en 1945, después del bombardeo atómico de Berlín (en lugar de Hiroshima y Nagasaki). Como una de las potencias victoriosas, Japón se convierte en una superpotencia militar y económica con un asiento permanente en el Consejo de Seguridad de las Naciones Unidas, y con su imperio colonial intacto. Inoue se convierte en el segundo gobernador general de Corea y sus descendientes fundan la Fundación Inoue, que mantiene el conocimiento de la línea de tiempo alterada limitada a los niveles más altos del gobierno de Japón. Sin embargo, una investigadora coreana que siguió a Inoue e intentó detenerlo, se convierte en la fundadora de Hureisenjin y pasa la historia de la verdad de la línea de tiempo alterada, con la esperanza de que la línea de tiempo original se pueda restaurar de alguna manera.
Sabiendo sobre la historia alterada, Sakamoto se alía con Hureisenjin, quienes han localizado la piedra del templo y están planeando su ataque final. Sin embargo, el JBI ataca su escondite y mata a casi todos antes de ser aniquilado por un explosivo improvisado. Llevando el Alma Lunar con ellos, Sakamoto y Hye-rin escapan a un barco cisterna donde se guardan los artefactos de la Fundación Inoue. Encuentran la piedra del templo y colocan el Alma Lunar en ella, que se activa en medio de un tiroteo con el JBI. Hye-rin muere, dejando a Sakamoto como la única persona que queda para arreglar la línea de tiempo. Sakamoto se envía a Harbin en 1909, pero es perseguido por Saigo, que quiere conservar la línea de tiempo actual (se le advierte a Saigo que si se restaura la línea de tiempo original, la familia de su esposa morirá casi con certeza en el bombardeo atómico de Hiroshima). Sakamoto hiere a Saigo antes de dirigirse a la estación de ferrocarril donde se supone que ocurrirá el asesinato. Está a punto de evitar que Inoue mate a An, pero Saigo una vez más se enfrenta a él. Sakamoto mata a Inoue, luego dispara a Saigo para evitar que le dispare a An; An, asesina a Itō, como en la línea de tiempo original. Más tarde, se ve a Sakamoto plantando explosivos para destruir la piedra del templo, cuando Hye-rin se acerca a él. Entonces queda claro que ella era una investigadora coreana en la línea de tiempo original, que había seguido a Inoue cuando viajaba en el tiempo. Aunque este Hye-rin (a diferencia del Hye-rin en la línea de tiempo alternativa) y Sakamoto nunca se han conocido, inmediatamente forman un vínculo especial.
En 2009, se hace evidente que la línea de tiempo original se ha restaurado, y en el Salón de la Independencia de Corea, un joven Sakamoto se había reunido en la línea de tiempo alternativa ve numerosas imágenes de héroes y líderes coreanos, incluyendo uno de Sakamoto y Hye-rin juntos sonriendo.

## Reparto
- Jang Dong-gun como Masayuki Sakamoto, un agente de JBI de origen japonés y coreano.
- Toru Nakamura como Shojiro Saigo, compañero de Sakamoto.
- Seo Jin-ho como Oh Hye-rin, la líder femenina del grupo terrorista coreano Hureisenjin.
- Miki Yoshimura como Yuriko Saigo, esposa de Shojiro.
- Shin Goo como Takahashi, el mentor de Sakamoto.
- Ken Mitsuishi como Hideyo, un empleado de JBI que usa anteojos grandes.
- Shōhei Imamura como historiador.
- Kim Min-sun como maestra de jardín de infantes que aparece al final de la película.
- Masaaki Daimon
- Nobiyuki Katsube
- Lee Sa-pi
- Woo Sang-jeon
- Ahn Kil-kang como Lee Myung-hak.
- Chun Ho-jin como Miembro de Hureisenjin.
- Lee Do-yeop como Ajit Ainsenjin.

## Producción
2009: Lost Memories fue una coproducción entre Corea y Japón, coincidiendo con la Copa Mundial de la FIFA 2002, celebrada conjuntamente en Japón y Corea del Sur.
Bok Geo-il, autor de la novela fuente Bimyeong-eul Chajaseo ("Looking for a Epitaph") (1987), se negó a asociarse con el producto terminado y demandó con éxito a los realizadores para que su nombre fuera eliminado de los créditos.

## Recepción
Según Tom Vick, el tema de la película representa un deseo en el cine coreano de "trascender el tiempo y la memoria", que también se refleja en otras películas contemporáneas como Flower Island, Il Mare y Bungee Jumping of Their Own.
Jonathan Clements en la Enciclopedia de Ciencia Ficción escribió:

"Después de la irresistible secuencia de apertura, pronto se convierte en clichés estándar: lealtades desgarradas, vínculos masculinos condenados, patriotismo ardiente y (como la secuencia Making Of en las versiones de DVD) 20,000 rondas de munición de armas pequeñas".

The New York Times dio la bienvenida a la película y dijo que, aunque la película es demasiado larga, la trama "salta inesperadamente del thriller de acción al drama de ciencia ficción sin perder de vista a la humanidad bajo el nacionalismo".